# 飯田美花
飯田 美花（いいだ みか、女性、1992年3月23日 - ）は、日本の元女子プロレスラー。青森県東津軽郡平内町出身。青森県立青森高等学校卒業。

## 経歴・戦歴
2010年
- 11月14日、名古屋スポルティーバアリーナにおいて、エキシビションマッチでプレデビュー。
- 11月21日、大阪府立体育会館第2競技場において、対戦相手は当日発表された田村欣子戦でデビュー完敗。

田村がメインでNEO二冠王座防衛戦を控えていたにもかかわらず相手を引き受けたのは、全日本女子プロレスでデビューして以来、それまでデビュー戦の相手を一度もしたことがなく、選手名鑑に「デビュー戦 対田村欣子」と載りたかったためだったと田村本人がコメントしている。
- 12月12日、昼に新宿FACEで開かれた栗原あゆみ5周年興行と夜のNEO板橋大会に参戦。新人では異例のダブルヘッダー。
- 12月26日、板橋大会で野崎渚と対戦[2]。6分3秒スリーパーホールドで敗戦。
- 12月31日、後楽園ホールでのNEO最終興行に出場。第1試合で学年こそ1年下だがキャリアでは先輩となる花月と対戦し7分34秒体固めで敗戦。

2011年
- 1月8日、アイスリボン初参戦。道場マッチで、NEO解散後最初の試合（対星ハム子）に出場したが敗れた。コールはたまたま代理で音響を担当していた甲田哲也元NEO社長が行った。
- 1月14日、19時女子プロレス初参戦。真琴、都宮ちい組と対戦し、初勝利（パートナーは藤本つかさ）。
- 1月23日、OSAKA女子プロレス初参戦。紫雷美央の片エビ固めに屈する。
- 2月13日、プロレスリングWAVE初参戦。栗原あゆみと初シングルも逆エビ固めで敗戦。試合後、栗原に弟子入りを志願。
- 2月26日、直前練習で右肩を負傷したため、アイスリボン道場マッチを欠場。
- 3月19日、アイスリボン道場大会で復帰戦。石橋葵と元NEO同士で初タッグ（NEOゲノム）。
- 3月21日、昼のアイスリボン後楽園大会にNEOゲノムで参戦し、内藤メアリ&新田猫子組と対戦し、初の自力勝利。夜は板橋グリーンホールでJWP（「獅子の穴」主催興行）初参戦。栗原とのタッグで中森華子&森居知子組と対戦もフォール負け。
- 3月26日、アイスリボン道場マッチで宮城もちと対戦。津軽固めを決めてシングル初勝利。
- 5月23日、REINA女子プロレス団体化後初参戦。ロキシー・コットンと対戦も体固めで敗れる。
- 6月23日、アパッチプロレス軍初参戦。中森華子と対戦もフィッシャーマンズ・スープレックスで敗れる。
- 7月31日、WAVE名古屋大会で右目眼窩底骨折。欠場に入る。
- 11月6日、「麺プロ3」で復帰戦、GAMIとシングル。
- 12月25日、下野佐和子の保持するJWP認定ジュニア王座&POP王座に挑戦するも敗退。

2012年
- 5月6日、栗原あゆみと「栗ご飯1周年興行」を開催。
- 5月31日、「獅子の穴」に加入。
- 10月6日、アイスリボンにて6月に復帰したNOZOMIと元NEOタッグ。
- 11月4日、栗ご飯に栗原の師匠AKINOも加わり「秋の栗ご飯興行」を開催。
- 11月11日、みちのくプロレス青森大会に参戦も、右膝前十字靭帯断裂のため長期欠場に入る。
- 11月17日、後楽園ホールでのWAVE・AAA合同興行で欠場挨拶。手術に踏み切ることも表明した。
- 12月5日、WAVE新木場大会において、1月の平日にレッスル武闘館にて「飯田エイド」開催が発表される[3]。

2013年
- 7月21日、新宿FACEでの「夏だけど秋の栗ご飯FINAL in AKINOデビュー15周年」にて復帰。
- 8月4日、栗原あゆみ引退興行の第1試合で栗原と最後のシングルを行い、メインにて「秋の栗ご飯」トリオ。
- 8月5日、ZABUN所属になる[4]。
- 8月15日、新木場1stRINGで開催のWAVE興行「夏フェスタ‘13～渚のシンドバット～」で、WAVE入団を発表[5]。ただし当面は治療及びリハビリのため欠場。
- 10月30日、WAVE後楽園大会にてGAMI引退記念5人掛けのひとりとして本格復帰。
- 12月15日、2013年ZAN１総合順位で6位を獲得

2014年
- 2月2日、WAVEの若手中心ブランド「YOUNG OH! OH! 9」レッスル武闘館大会にて小林香萌（WNC-REINA）とシングルでヒザ十字固めを決めギブアップを奪い、人気投票で1位に選ばれた[6]。
- 7月24日、WAVE7周年記念興行新宿FACEにてヤンキー二丁拳銃、Las Aventurerasとの3WAY戦を制し第11代DUAL SHOCK WAVEチャンピオンになる。（パートナー、旧姓・広田さくら）
- 8月31日、志田光の保持するRegina di WAVE～WAVE認定シングル選手権～に挑戦するも敗退。
- 12月28日、2014年ZAN１総合順位で５位を獲得

2015年
- 7月20日、Catch the WAVEリーグ戦の結果、飯田美花、志田光、桜花由美、華名の4選手が並び、優勝決定トーナメントを開催。志田光をくだし、決勝進出も、桜花由美に敗れ、２位となる
- 12月27日、2015年ZAN１総合順位で3位を獲得

2016年
- 6月2日、Catch the WAVEリーグ戦、レガッタブルーブロックでブロック優勝。決勝トーナメント１回戦で山下りなに敗れる
- 12月29日、2016年ZAN１総合順位で2位を獲得

2017年
- 4月19日、Catch the WAVEリーグ戦には不参加

- 8月27日、頸椎損傷の為、8月27日大阪大会より欠場
- 11月26日、後楽園ホール大会で復帰

- 12月17日、2018年5月4日WAVE後楽園大会での引退を発表

2018年
- 1月7日、2017年ZAN1の１位に輝き、桜花由美のレジーナ王座に挑戦も敗退
- 2月3日、スペイン・バルセロナでRCWに参戦
- 3月13日、モデルとして『アイドル×レスラー展』に参加
- 4月22日、YOUNG新木場大会にて、引退前の5人掛けに挑むも2人目の弓季戦で肩を脱臼
- 5月４日、後楽園ホールにて、引退試合『Catch the WAVE 2018～波女決勝戦～飯田美花引退「ごちそうさまでした！」』をおこなった[7][8]。
  - 第1試合は、長浜浩江とのシングルマッチ。4月22日新木場1stRINGでのシングル５人掛けがケガの悪化のため中止[9]、長浜が再試合を要望し5分だけおこなう予定であった。しかし当日リング上で飯田が通常ルールでやろうと宣言、15分1本勝負がおこなわれた。結果は長浜浩江が５分59秒バックドロップ・ホールドで勝利した[7]。
  - 第6試合で、飯田美花引退試合、飯田美花＆桜花由美＆長浜浩江 vs 山下りな＆小林香萌＆夏すみれ戦がおこなわれた。結果は山下りながラリアットからエビ固め26分47秒で勝利した[7]。
  - 試合後に引退セレモニーがおこなわれ、NEO女子プロレスのOG、WAVEのOG渋谷シュウ、フリー選手、アイスリボン、PURE-J、SEAdLINNNG、アクトレスガールズ Beginningから選手が集まった。飯田のあいさつの後、10カウントゴング。７年５カ月の現役生活にピリオドを打った[7]。

## 人物
- 実家はホタテの養殖業。そのため現在のコスチュームにはホタテのマークがついている。
- NEO女子プロレス最後の新人。入団テストの際に団体の解散を知らされていながら、敢えて入団した。甲田哲也社長は「どうせ半年続かないだろう」と思い入団を許可した。
- 栗原あゆみからドロップキックの技術などを評価され、自主興行への参戦につながった[10]。また、NEO解散興行より栗原から譲り受けたリングコスチュームを使用している。
- 2011年1月よりアイスリボンにレギュラー参戦を開始。真琴率いるユニット「平成YTR」にも加わっている。
- アイスリボンと同時にレギュラー参戦している19時女子プロレスでは志田光に対し、最後の締めを横取りしたり、タッグを組んで負けたときはリーダーシップがないと批判するなど新人らしからぬ度胸を見せている。
- 飄々としていながら茶目っ気があり、アイスリボン参戦時には入場式などで小ネタを披露することが多い。
- フリーランス時代のプロレスリングWAVE参戦時はホワイトテイルズ所属。
- かつてみちのくプロレスに所属した大柳錦也は高校の先輩に当たる。
- 引退後は一般企業に就職。また小林香萌と趣味でバンドを組み、メンバーが主宰するイベントに出演した[11]。

## 所属
- NEO女子プロレス（2010年）
- フリーランス（2011年 - 2013年8月）
- ZABUN（2013年8月）
- プロレスリングWAVE（2013年8月 - 2018年5月）

## 得意技
ヨーロピアンクラッチ
主なフィニッシュ・ホールド。「東津軽クラッチ」等、参戦団体によって名前が変わる。
エウロパ
カサドーラからのヨーロピアンクラッチ。
直伝雁之助クラッチ
ミスター雁之助直伝。
ドロップキック
タニバット
タニー・マウスから伝承。
河津落とし
津軽固め
グラウンド卍固め。
津軽海峡冬固め
変型サーフボード・ストレッチ。
ジャベ・デ・フカワ
足極め式キャメルクラッチ。府川唯未から伝授。

## 入場テーマ曲
・(CAN'T GET MY)HEAD AROUND YOU(THE OFFSPRING)

## 獲得タイトル
- 第11代DUAL SHOCK WAVE王座（パートナーは旧姓・広田さくら）

## イメージビデオ
- 「おかわり。」（2016年8月13日、Beauty Fighters）[12]

## モデル
- IDOL WRESTLER EXHIBITION アイドル×レスラー展（2018年3月13日 – 25日、銀座・ヴァニラ画廊）[13]
- レスラーズグラフィカ　(2018年4月28日-5月6日、ギャラリースタジオイイブリッジ)
- 週刊プロレスEXTRA「エロカワ主義V」-グラビア